# Athamás
Athamás (řecky Αθάμας, latinsky Athamas) byl syn theassalského krále Aiola, jeho děd byl Hellén, praotec všech Řeků. Stal se králem boiótského Orchomenu.
Jeho bratry byli:
- Krétheus založil město Iólkos
- Sísyfos založil Korinth
- Salmóneus vládl v Salmóně
- Deión vládl ve Fókidě
- Periérés vládl v Messéně.
- Magnés vládl v Magnésii

Athamás se oženil dvakrát, první ženou byla bohyně oblaků Nefelé. Porodila mu syna Frixa a dceru Hellé. Nešťastný osud sobě i dětem přivodil tím, že zapudil Nefelé a oženil se s Ínó, dcerou Kadma, krále v Thébách. S tou měl později dva syny, Learcha a Melikerta. Macecha Ínó děti z prvního manželství nenáviděla až tak, že úklady a intrikami dosáhla souhlasu Athamásova s jejich obětováním bohům, aby zachránila království od hladu, bídy a nepokojů obyvatel. Těsně před obětním obřadem matka dětí Nefelé poslala zlatého berana, který děti přenesl přes moře do daleké Kolchidy. Šťastně se to skončilo pro Frixa, avšak Hellé utonula v moři.
Brzy nato Athamás upadl v nemilost bohyně Héry, když se ujal malého Dionýsa, syna nejvyššího boha Dia a jeho milenky Semely. Héra na Athamáse seslala šílenství, ve kterém zabil svého syna Learcha. Nestačil už ublížit druhému Melikartovi, Ínó mu ho vytrhla, ale neunikla a vrhla se do moře. Když se šílený Athamás pokusil zabít i Dionýsa, skryl jej bůh Hermés.
Konec Athamantův není v mýtech doložen, sebevražda je předpokládaná. Příběh Athamanta a jeho syna Frixa stojí na počátku dalších velkých mýtů, zejména o velké výpravě
Iásona a Argonautů do Kolchidy pro zlaté rouno.